# Kamil Krofta
Kamil Krofta (Plzeň, 17 luglio 1876 – Vráž, 16 agosto 1945) è stato uno storico, politico e diplomatico cecoslovacco nato nell'allora Impero austro-ungarico.

## Biografia
Si formò al Realgymnasium di Pilsen, quindi  studiò storia a Praga dal 1894 e poi a Vienna dal 1896 al 1899. Dal 1901 lavorò presso l'Archivio Nazionale. Dal 1911 fu professore di storia austriaca (e poi ceca) all'Università Carolina; era della scuola di Jaroslav Goll. Si specializzò nella storia ceca del tardo medioevo, in particolare in quella dei contadini e della Chiesa.
<Fu un membro di spicco della Loggia massonica Národ situata a Praga, che fu una delle logge fondatrici della Gran Loggia nazionale cecoslovacca nel 1923.
Ricoprì diversi ruoli importanti: da professore di storia austriaca all'università di Praga (1911), a diplomatico presso la Santa Sede (1921) dove fu determinante per il riconoscimento di entrambi gli Stati, quindi a Vienna, divenuta capitale austriaca tra il 1922 e il 1925, compito che combinò con le lezioni all'Università Comenio di Bratislava. Dal 1925 al 1927 fu inviato dal suo paese a Berlino.
Tornato a Praga, diventò presidente del Presidium del Ministero degli Affari Esteri e uno dei principali consiglieri di politica estera di Edvard Beneš, ministro della politica estera e poi presidente della Cecoslovacchia nel 1935.
Krofta ricoprì la carica di Ministro degli Affari Esteri dal 29 febbraio 1936 al 4 ottobre 1938 sostituendo  Milan Hodža ma con la conferenza di Monaco e le sue conseguenze, Krofta decise di dimettersi.
Partecipò attivamente alla resistenza all'occupazione tedesca della Cecoslovacchia durante la seconda guerra mondiale come membro dell'Assemblea preparatoria per la rivoluzione nazionale (Přípravný národní Revoluční výbor). Fu arrestato nel 1944 e inizialmente detenuto nella prigione di Pankrác. Fu poi trasferito nella Piccola Fortezza di Terezín e rimase imprigionato fino alla liberazione del campo nel maggio 1945. Morì a Praga pochi mesi dopo a causa dei maltrattamenti e delle cattive condizioni che aveva sopportato durante la prigionia.
Fu decorato con l'Ordine di San Sava.
Tra le sue opere di rilievo, vanno citati Kurie a církevní správa zemí českých v době předhusitské ("La Curia e l'amministrazione ecclesiastica dei paesi cechi prima delle guerre hussite"), Bílá hora ("La Montagna Bianca"), Čechy za Přemyslovců ("La Cechia pre Přemyslidi"); Stará a nová střední Evropa ("Vecchia e nuova Europa centrale"), queste ultime tre sono pubblicazioni di storia politica.